# کینو (مورتال کامبت)
کِینو (به انگلیسی: Kano) یک شخصیت‌های ساختگی در مجموعه بازی‌های ویدئویی مورتال کامبت است. او یکی از شخصیت‌های اصلی این سری به‌شمار می‌رود، که در سال ۱۹۹۲ اولین بازی خود را در مورتال کامبت انجام داد. شخصیت او یک مزدور منفعت اندیش است و همچنین عضو کارتل بین‌المللی جرم که به عنوان اژدهای سیاه شناخته شده می‌باشد، کِینو همچنین یک فراریست که کینه‌ای از شخصیت‌های سونیا بلید و جکس بریگز دارد، که هر دو از نیروهای ویژه محسوب می‌شوند و این ویژگی داستان اصلی او در طول دوره مورتال کامبت بوده‌است. در مورتال کامبت ۳، او همچنین به عنوان ژنرال ارتش امپراتور آوت‌ورلد شائو کان تبدیل می‌شود. در سری بازراه‌اندازی ۲۰۱۱، وی علاوه بر این به عنوان یک مأمور نیروهای ویژه عمل می‌کند، و به عنوان دلال اسلحه برای ارتش کان کار می‌کند. قابل تشخیص‌ترین ویژگی وی صورت فلزی سایبرنتیک وی است که در آن چشم لیزر مادون قرمز قرار دارد.